# Synstellicola kossmanni
Synstellicola kossmanni is een eenoogkreeftjessoort uit de familie van de Lichomolgidae. De wetenschappelijke naam van de soort is voor het eerst geldig gepubliceerd in 1967 door Arthur G. Humes en Ju-Shey Ho.
De soort werd ontdekt nabij Nosy Be (Madagaskar). Het is een parasiet van zeesterren (de Rode stekelster, Protoreaster linkii).
Humes en Ho noemden de soort oorspronkelijk Stellicola kossmanni. De wetenschappelijke naam was een eerbetoon aan Robby Kossmann, die in 1877 het geslacht Stellicola beschreef.